# Jamie Parker
Jamie Parker (Middlesbrough, 14 agosto 1979) è un attore e cantante britannico.

## Biografia
Jamie Parker è nato e cresciuto a Middlesbrough, bis-nipote del calciatore Alf Common. Ha studiato recitazione alla Royal Academy of Dramatic Art, laureandosi nel 2002.
Nel 2007 ha sposato l'attrice Deborah Crowe, da cui ha avuto il figlio William.

## Carriera
Parker è noto soprattutto come attore teatrale. Ha ottenuto un primo successo nel 2004 recitando nella prima assoluta della commedia di Alan Bennett The History Boys nel ruolo di Scripps; ha interpretato il ruolo a Londra, Broadway, Sydney, Hong Kong e nell'adattamento cinematografico della commedia. In seguito ha interpretato Enrico V d'Inghilterra nelle produzioni del Globe Theatre di Enrico IV, parte I, Enrico IV, parte II e Enrico V nel 2010 e nel 2012.
Tra le altre opere teatrali in cui ha recitato ci sono anche Rosencrantz e Guildenstern sono morti (2011), La gatta sul tetto che scotta (2012) e Proof (2013) e i musical A Little Night Music, Assassins, High Society, Next to Normal e Guys and Dolls, per cui ha ottenuto una candidatura al Laurence Olivier Award al miglior attore in un musical nel 2016. Nel 2017 interpreta Harry Potter in occasione della prima mondiale di Harry Potter e la maledizione dell'erede a Londra e per la sua interpretazione vince il Laurence Olivier Award al miglior attore. L'anno successivo torna ad interpretare Harry Potter a Broadway, ricevendo una candidatura al Tony Award al miglior attore protagonista in un'opera teatrale.

## Filmografia

### Cinema
- The History Boys, regia di Nicholas Hytner (2006)
- Operazione Valchiria (Valkyrie), regia di Bryan Singer (2008)
- The Lady in the Van, regia di Nicholas Hytner (2015)
- 1917, regia di Sam Mendes (2019)

### Televisione
- Testimoni silenziosi (Silent Witness) - serie TV, 4 episodi (2007)
- The Hour - serie TV, 1 episodio (2011)
- Silk - serie TV, 1 episodio (2012)
- Parade's End - serie TV, 2 episodi (2012)
- Il giovane ispettore Morse (Endeavour) - serie TV, 1 episodio (2014)
- Jonathan Strange & Mr Norrell - miniserie TV, 3 episodi (2015)
- Treadstone - serie TV, episodi 1x02-1x03-1x10 (2019)
- Becoming Elizabeth - serie TV, 8 episodi (2022)
- The Crown - serie TV, 3 episodi (2023)

## Teatro
- After the Dance di Terence Rattigan. Oxford Playhouse di Oxford (2002)
- La bottega del caffè di Rainer Werner Fassbinder, regia di Simone Gonella. Minerva Theatre di Chichester (2003)
- Holes in the Skin di Robert Holman, regia di Simon Usher. Minerva Theatre di Chichester (2003)
- The Gondoliers di Gilbert e Sullivan, regia di Martin Duncan. Minerva Theatre di Chichester (2003)
- Between the Crosses scritto e diretto di Will Huggins. Jeremy Street Theatre di Londra (2003)
- Singer di Peter Flannery, regia di Dominic Dromgoole. Tricycle Theatre di Londra (2004)
- The History Boys di Alan Bennett, regia di Nicholas Hytner. National Theatre di Londra, Lyric Theatre di Hong Kong, St. James Theatre di Wellington, Sydney Theatre di Sydney, Broadhurst Theatre di New York (2004-2006)
- La tragedia del vendicatore di Thomas Middleton, regia di Melly Still. National Theatre di Londra (2008)
- Come vi piace di William Shakespeare, regia di Thea Sharrock. Globe Theatre di Londra (2009)
- A New World: A Life of Thomas Paine di Trevor Griffiths, regia di Dominic Dromgoole. Globe Theatre di Londra (2009)
- My Zinc Bed di David Hare, regia di Laurie Sansom. Royal Theatre di Northampton (2010)
- Enrico IV, parte I di William Shakespeare, regia di Dominic Dromgoole. Globe Theatre di Londra (2010)
- Enrico IV, parte II di William Shakespeare, regia di Dominic Dromgoole. Globe Theatre di Londra (2010)
- Racing Demon di David Hare, regia di Daniel Evans. The Crucible di Sheffield (2011)
- Rosencrantz e Guildenstern sono morti di Tom Stoppard, regia di Trevor Nunn. Minerva Theatre di Chichester e Haymarket Theatre di Londra (2011)
- Enrico V di William Shakespeare, regia di Dominic Dromgoole. Globe Theatre di Londra (2012)
- La gatta sul tetto che scotta di Tennessee Williams. West Yorkshire Playhouse di Leeds (2012)
- Proof di David Auburn, regia di Polly Findlay. Menier Chocolate Factory di Londra (2013)
- Candida di George Bernard Shaw, regia di Simon Godwin. Theatre Royal di Bath (2013)
- Guys and Dolls di Frank Loesser, Jo Swerling e Abe Burrows, regia di Gordon Greenberg. Minerva Theatre di Chichester (2014), Savoy Theatre di Londra (2015)
- Assassins, musiche di Stephen Sondheim, libretto di John Weidman, regia di Jamie Lloyd. Menier Chocolate Factory di Londra (2014)
- A Little Night Music, libretto di Hugh Wheeler, musiche di Stephen Sondheim. Palace Theatre di Londra (2015)
- High Society, libretto di Arthur Kopit, musiche di Cole Porter, regia di Maria Friedman. Old Vic di Londra (2015)
- Harry Potter e la maledizione dell'erede di Jack Thorne, regia di John Tiffany. Palace Theatre di Londra (2016), Lyric Theatre di Broadway (2018)
- The Curious Case of Benjamin Button, libretto e regia di Jethro Compton, musiche di Darren Clark. Southwark Playhouse di Londra (2023)
- Next to Normal, libretto di Brian Yorkey, musiche di Tom Kitt, regia di Michael Longhurst. Donmar Warehouse (2023) e Wyndham's Theatre di Londra (2024)

## Doppiatori italiani
Nelle versioni in italiano delle opere in cui ha recitato, Jamie Parker è stato doppiato da:
- Francesco Pezzulli in The History Boys
- Stefano Crescentini in Operazione Valchiria
- Antonio Sanna in Treadstone
- Paolo Sesana in The Crown
- Carlo Petruccetti in Becoming Elizabeth